# Église du carmel de Faro
Pour les articles homonymes, voir Carmel.
L'église du carmel de Faro, en portugais igreja da Ordem Terceira de Nossa Senhora do Monte do Carmo, est une église de Faro au Portugal.